# Oriolus albiloris
Papa-figos-de-lução ou papa-figos-de-loro-branco (Oriolus albiloris) é uma espécie de ave da família Corvidae.
É endémica das Filipinas.